# Aneflomorpha preclara
Aneflomorpha preclara là một loài bọ cánh cứng trong họ Cerambycidae.